# Klinische Skalen
Klinische Skalen sind in der Klinischen Psychologie und Psychiatrie verwendete standardisierte Fragebogen oder Beurteilungen (Ratingskalen) psychischer Störungszeichen und psychopathologischer Befunde.
Verwendet wird dies in diesem Zusammenhang für die "Internationalen Skalen für Psychiatrie" des Collegium Internationale Psychiatriae Scalarum (CIPS). Folgende Bereiche werden mit folgenden Verfahren (üblich die Angabe der Abkürzung) abgedeckt:
- Allgemeine, störungsübergreifende Skalen (Bf-SR, B-LR, CGI, MDBF, SCL-90®-S, SF-36)
- Demenzielle Störungen (ADCS-ADL, ADAS, BEHAVE-AD, CDR, GDS, MMST, NOSGER)
- Psychotische Störungen (BPRS, CDSS-G, PANSS, SANS, SAPS, SWN-K)
- Affektive Störungen (BDI-II, BRMAS, BRMS, GDS, HADS-D, HAMD, MADRS, YMRS-D)
- Angst- und Zwangsstörungen (HAMA, HZI-K, LSAS, PAS, STAI, Y-BOCS)
- Schlafstörungen (ESS, PSQI, SF-A/R und SF-B/R, VIS-A/VIS-M)
- Motorische Symptome (AIMS, EPS, HAS)